# Stade Pierre-Fabre
Stade Pierre-Fabre é um estádio localizado em Castres, França, possui capacidade total para 2.500 pessoas, é a casa do time de rugby Castres Olympique.